# Grotenburg-Stadion
Le Grotenburg-Stadion est un stade de football situé à Krefeld en Allemagne dont le club résident est le KFC Uerdingen 05. Le stade dispose d'une capacité de 34 500 places, mais en raison de la vétusté du stade moins de la moitié des places sont accessibles. 

## Utilisations du stade

### Équipe d'Allemagne féminine
L'équipe d'Allemagne de football féminin dispute une rencontre au Grotenburg-Stadion. Les Allemandes rencontrent le 3 août 2006, l'Italie en match amical devant 15 700 spectateurs. La rencontre se termine sur le score de 5-0 en faveur des Allemandes.

### Autres rencontres
Le 19 mars 1986, se joue un quart de finale retour de Coupe d'Europe des vainqueurs de coupe 1985-1986, où à 32 minutes de la fin le Bayer Uerdingen est mené 1 à 5 face au Dynamo Dresde, le club réussira l'exploit de revenir à 7 à 3 et de se qualifier pour la demi-finale, ce match reste dans les mémoires comme le miracle de Grotenburg.
Le Grotenburg-Stadion accueille le 4 juin 2006 un match amical opposant la Turquie à la Macédoine assistent à la victoire de la Macédoine de 1-0.